# Charles Fevret
Pour les articles homonymes, voir Fevret.
Charles Fevret, seigneur de Saint-Mesmin et Godan, est un juriste français, né le 16 décembre 1583 à Semur-en-Auxois et mort à Dijon le 16 août 1661.
Fils de Jacques Fevret, conseiller au Parlement de Bourgogne à Dijon, et de Suzanne Guichard, il se fait remarquer en tant qu'avocat dans ce même Parlement. 
On voyait sa statue et son épitaphe dans la chapelle qu'il avait fondée en l'église Saint-Jean de Dijon. Sans quitter le barreau, il avait accepté du prince de Condé, gouverneur de Bourgogne, le titre et les fonctions de conseiller et intendant ordinaire de ses affaires, et il y fut continué par son fils, le grand Condé ; mais il refusa la charge de conseiller au Parlement que Louis XIII lui avait offerte et se contenta de celle de secrétaire de la même compagnie, qui lui fut donnée gratuitement.
Il est l'auteur de plusieurs ouvrages juridiques :
- un célèbre Traité de l'abus et du vrai sujet des appellations qualifiées du nom d'abus, publié à Dijon en 1654, plusieurs fois réimprimé, avec, additions, notamment en 1736, avec l'éloge de l'auteur ;
- un dialogue De claris fori burgundici oratoribus dialogus, 1654.

Son fils, Pierre Fevret, conseiller au parlement de Bourgogne, à Dijon, fonda la bibliothèque de cette ville.

## Source
Cet article comprend des extraits du Dictionnaire Bouillet. Il est possible de supprimer cette indication, si le texte reflète le savoir actuel sur ce thème, si les sources sont citées, s'il satisfait aux exigences linguistiques actuelles et s'il ne contient pas de propos qui vont à l'encontre des règles de neutralité de Wikipédia.